# Route départementale 25 (Hautes-Pyrénées)
Pour les articles homonymes, voir Route départementale 25.
La route départementale 25, ou RD 25, est une route départementale des Hautes-Pyrénées reliant Saint-Lary-Soulan à Cazaux-Fréchet-Anéran-Camors.

## Descriptif

### Longueur
L'itinéraire présente une longueur de 32,1 km.

### Nombre de voies
La RD 25 est sur la totalité de son tracé bidirectionnelle à deux voies.

### Tracé
La RD 25 traverse le département d'ouest en est à partir de Saint-Lary-Soulan depuis la route départementale D 929 et rejoint le centre du village de Cazaux-Fréchet-Anéran-Camors.
Elle coupe la route départementale D 618 au niveau de Bordères-Louron et d'Estarvielle
Elle raccorde la vallée d'Aure à la vallée du Louron en évitant le col d'Azet puis en faisant le tour par l’ouest du lac de Génos-Loudenvielle.
Elle est entièrement dans le Pays des Nestes.

## Communes traversées
- Saint-Lary-Soulan
- Sailhan
- Estensan
- Bourisp
- Camparan
- Guchan
- Bazus-Aure
- Grézian
- Gouaux (devant la mairie)
- Lançon
- Bordères-Louron
- Avajan
- Vielle-Louron
- Adervielle-Pouchergues
- Génos
- Loudenvielle
- Estarvielle
- Cazaux-Fréchet-Anéran-Camors

## Gestion, entretien et exploitation

### Organisation territoriale
En 2021, les services routiers départementaux sont organisés en cinq agences techniques départementales et 25 centres d'exploitation qui ont pour responsabilité l’entretien et l’exploitation des routes départementales de leur territoire. 
La RD 25 dépend de l'agence du Pays des Nestes et des centres d'exploitation de Vignec et de Camors.

### Exploitation
En saison hivernale, le département publie une carte des conditions de circulation (C1 circulation normale, C2 délicate, C3 difficile, C4 impossible).

## Galerie

Sélection de vues des villages traversés.
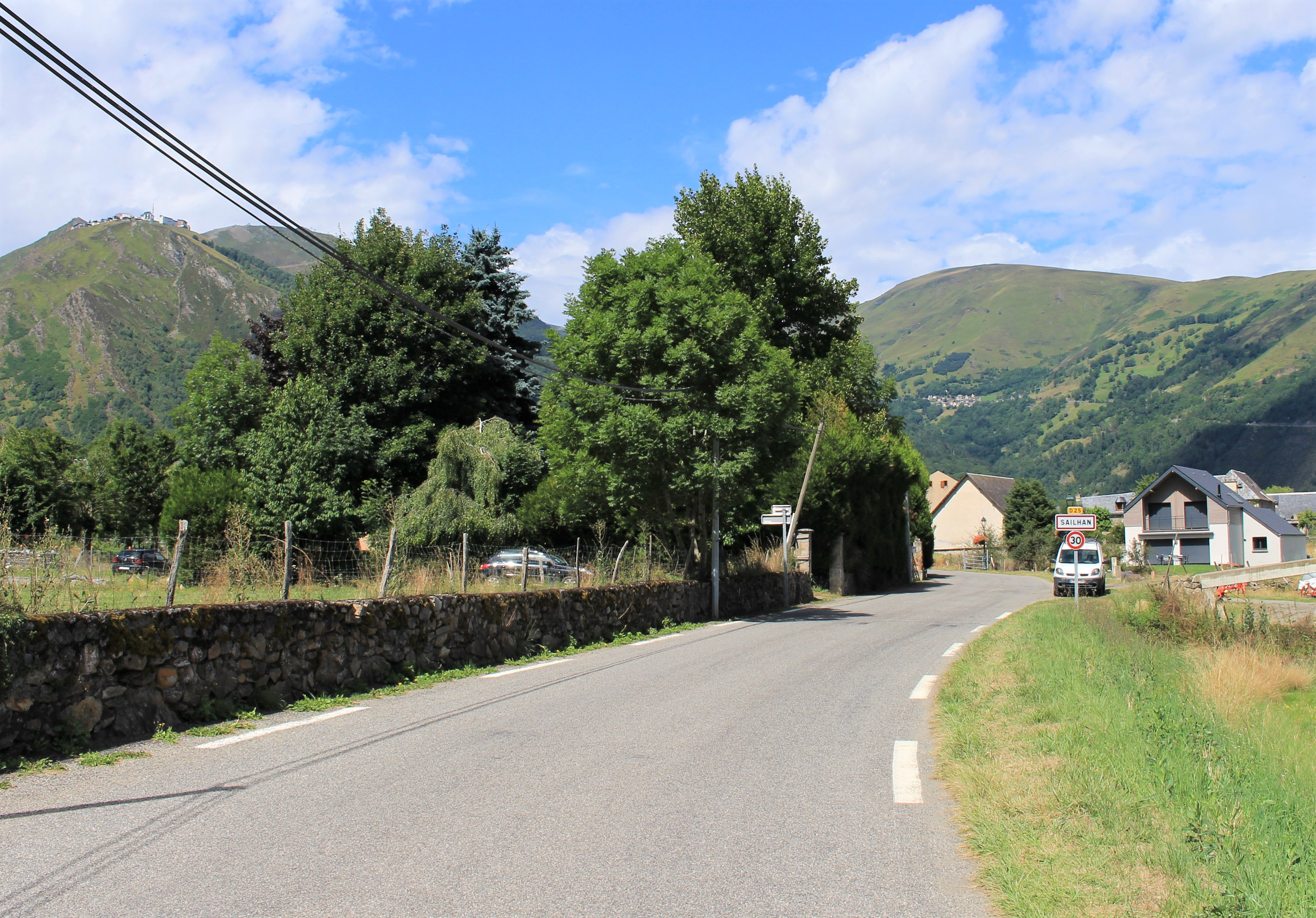
Entrée Est de Sailhan.
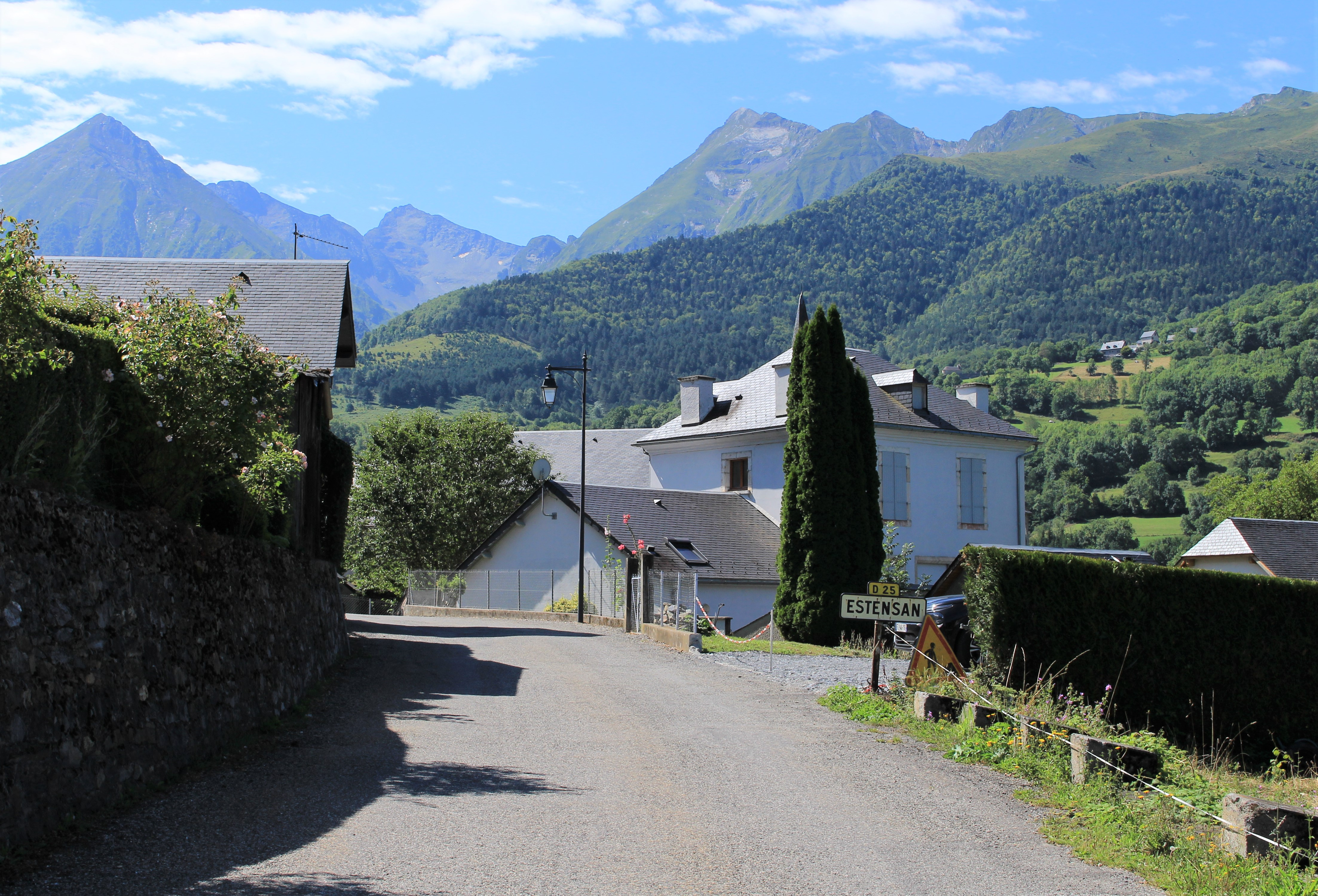
Entrée Nord d'Estensan.
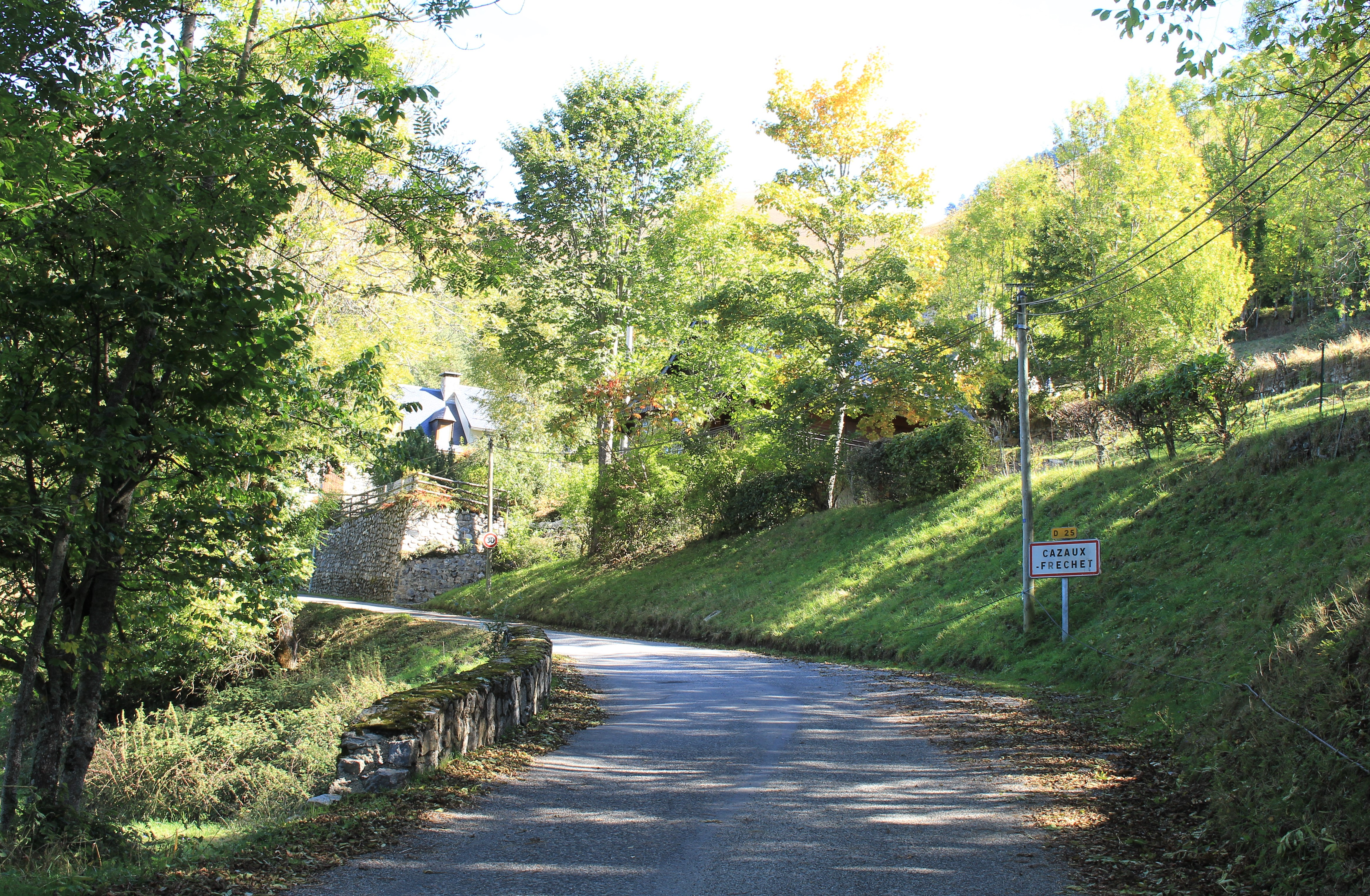
Entrée Sud de Cazaux-Fréchet.